# Тимошевичи
Тимошевичи (бел. Цімашэвічы) — деревня в Ленинском сельсовете Житковичского района Гомельской области Белоруссии.
Кругом лес.

## География

### Расположение
В 49 км на северо-запад от Житковичей, 21 км от железнодорожной станции Микашевичи (на линии Лунинец — Калинковичи), 282 км от Гомеля.

## Транспортная сеть
Транспортные связи по просёлочной, затем автомобильной дороге Микашевичи — Слуцк. Планировка состоит из прямолинейной улицы с 2 переулками, ориентированной с юго-востока на северо-запад. Застройка двусторонняя, деревянная, усадебного типа.

## История
Согласно письменным источникам конечно с начала XIX века как деревня в Мозырском уезде Минской губернии. Согласно инвентаря 1820 года в составе фольварка Ленин, во владении полковника Бабанского. В 1834 году во владении князя Л. П. Витгенштейна. В 1879 году упоминается в числе селений Ленинского церковного прихода. В 1908 году в Ленинской волости.
Согласно Рижскому договору с 18 марта 1921 года в составе Польши. С сентября 1939 года в составе БССР. Во время Великой Отечественной войны в феврале 1943 года оккупанты сожгли 89 дворов и убили 38 жителей. 27 жителей погибли на фронтах. Согласно переписи 1959 года в составе совхоза «Ленинский» (центр — деревня Ленин).

## Население

### Численность
- 2004 год — 79 хозяйств, 116 жителей.

### Динамика
- 1820 год — 11 дворов.
- 1834 год — 26 дворов.
- 1897 год — 15 дворов, 263 жителя (согласно переписи).
- 1908 год — 32 двора.
- 1940 год — 90 дворов, 459 жителей.
- 1959 год — 490 жителей (согласно переписи).
- 2004 год — 79 хозяйств, 116 жителей.